# 費爾南多·塞瓦斯蒂安·阿吉拉爾
費爾南多·塞瓦斯蒂安·阿吉拉爾（西班牙語：Fernando Sebastián Aguilar，1929年12月14日—2019年1月24日），天主教西班牙司鐸級樞機。也是潘普洛納暨圖德納總教區榮休總主教。

## 生平
阿吉拉爾生於西班牙薩拉戈薩省卡拉泰乌德。他於1946年9月8日進入聖母聖心愛子會，1953年6月28日晉鐸。在1957年，在聖多瑪斯宗座大學獲得聖經學博士學位。
1979年8月29日首牧，並任命為天主教萊昂教區主教。1983年7月28日榮休。1988年8月8日，改任為格拉納達總教區助理主教。1993年3月26日，被時任教宗若望·保祿二世任命為潘普洛納暨圖德納總教區總主教。直到2007年7月8日榮休，由方濟·佩雷茲‧岡薩雷斯接替。
2014年2月22日被時任教宗方濟各任為司鐸級樞機。